# Rohilla's
Rohilla's vormen een van oorsprong Pathaanse, voornamelijk Urdu-sprekende etnische groep in Pakistan en het noorden van India. Het aantal personen dat zichzelf als Rohilla beschouwt is ongeveer 2 miljoen, waarvan de meesten in Pakistan wonen. De overgrote meerderheid is aanhanger van de soennitische islam. Er zijn tussen de 16 en 23 verschillende stammen, afhankelijk van wat als stam gerekend wordt. De Rohilla's stammen af van Afghaans-Pathaanse krijgslieden die zich aan het begin van de 18e eeuw op uitnodiging van keizer Aurangzeb in de Siwaliks ten noordoosten van Delhi vestigden. Dit gebied, in het noordwesten van de Indiase deelstaat Uttar Pradesh, wordt tegenwoordig Rohilkhand genoemd (letterlijk: "land van de Rohilla's"). Na de deling van India in 1947 migreerden veel Rohilla's naar Pakistan, waar ze zich meestal in de Sindh vestigden, vooral in de steden Karachi, Hyderabad en Sukkur.

## Geschiedenis

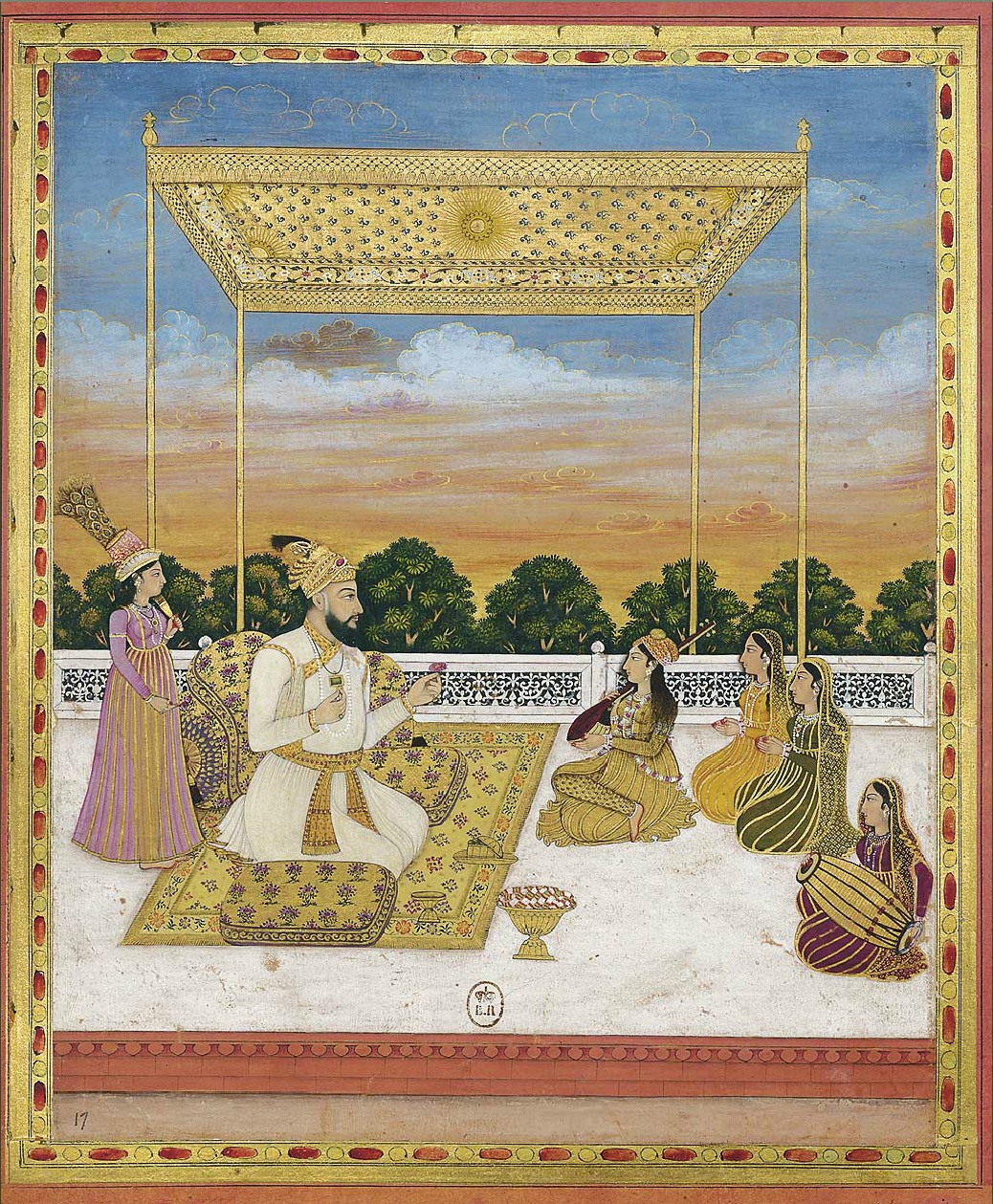
De 18e-eeuwse Rohilla-leider Ali Mohammed Khan (1706-1748) luistert naar een optreden van muzikanten. Miniatuurschildering, rond 1730.

De Rohilla's stammen af van huurlingen die Aurangzeb naar het noorden van Hindoestan haalde en die zich vestigden in het gebied dat ooit Kather genoemd werd, rond de plaatsen Bareilly, Shahjahanpur en Rampur. Deze huurlingen waren een heterogene groep. Ze waren afkomstig uit diverse berggebieden langs de noordwestelijke grens van het Mogolrijk, van de omgeving van Kandahar tot het gebied rond Swat en Mandan in het tegenwoordige noorden van Pakistan. Deze stammen hadden altijd een bijzondere band gehad met de Mogols; een van keizer Baburs vrouwen was bijvoorbeeld een Pathaanse. 
De hindoeïstische Rajputs die Kather bewoonden, aan de andere kant, waren voor de Mogols altijd lastige onderdanen geweest. Met name keizer Aurangzeb, die relatief intolerant was tegenover zijn niet-islamitische onderdanen, had moeite hen onder de duim te houden. De vestiging van 45.000 Pathaanse huurlingen onder leiding van de krijgsheer Daud Khan leek een goede oplossing om het keizerlijk gezag in het gebied te waarborgen.
In de 18e eeuw viel het Mogolrijk geleidelijk door decentralisatie en oorlogen uiteen. De macht van de keizer slonk tot een klein gebied rondom Delhi. Zelfs de Rohilla's waren in deze tijd niet meer altijd trouw aan de keizer. Al in 1721 weigerde Ali Mohammed Khan, de opvolger van Daud Khan, belasting te betalen aan het Mogolhof. Diverse andere Rohillaleiders speelden een belangrijke rol in de politieke conflicten die het noorden van India in de tweede helft van de 18e eeuw teisterden.

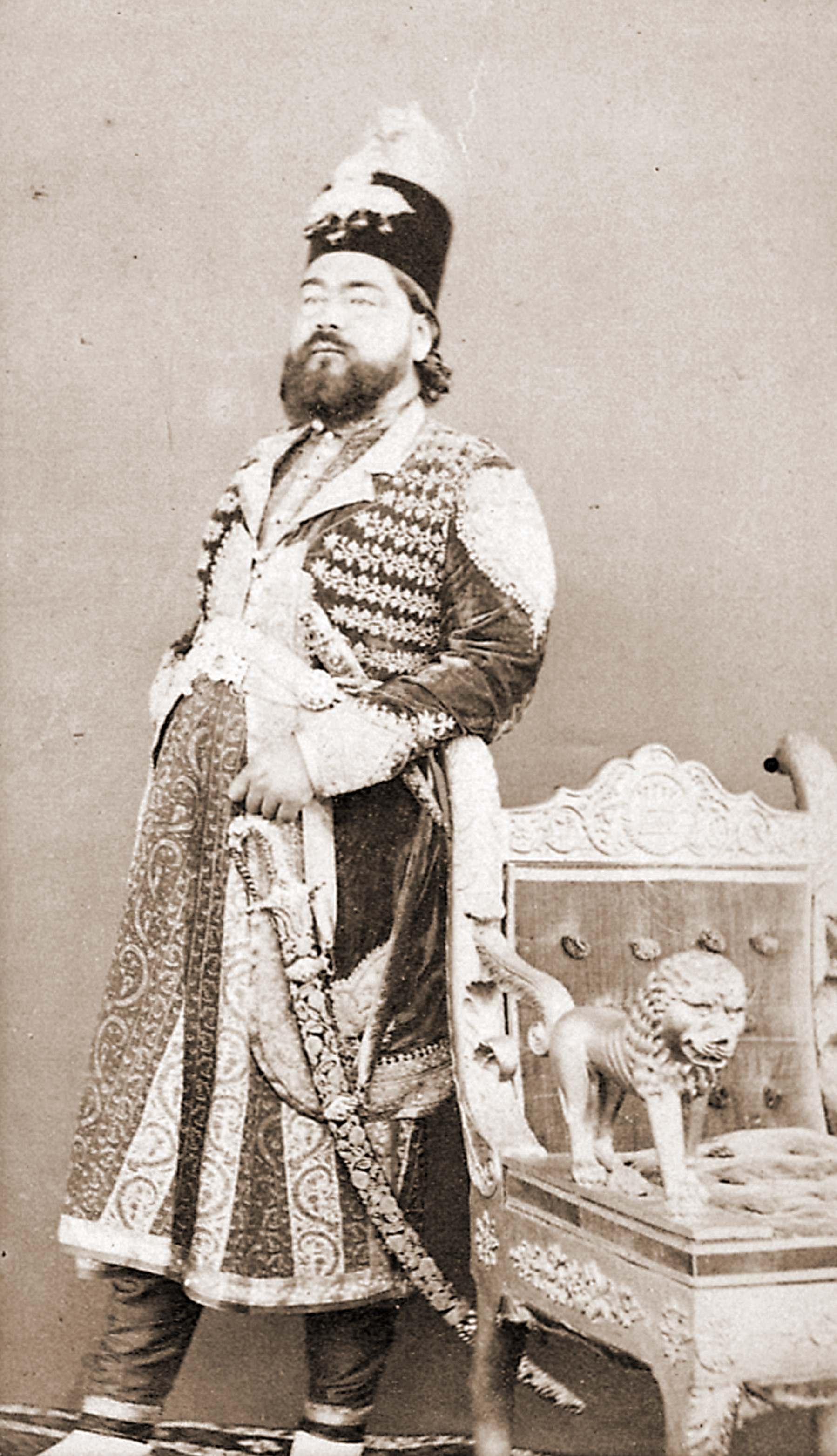
Sir Kalb Ali Khan, leider van de Rohilla's, was nawab van Rampur tussen 1865 en 1887.

Toen de Afghaanse koning Ahmed Shah Durrani India binnenviel, fungeerden de Rohilla's als zijn natuurlijke bondgenoten tegen de hindoeïstische Maratha's. Tijdens de Derde Slag bij Panipat (1761) vocht een groot contingent Rohilla's onder Najib Khan aan de zijde van de Afghanen. In de daarop volgende jaren vochten de Rohilla's afwisselend tegen de Maratha's, de Mogols en de nawab van Avadh. De laatste wist met behulp van de Britten de Rohilla's te verslaan in de Eerste Rohilla-oorlog van 1773-1774. Bareilly werd daarna toegekend aan de nawab. De Britten creëerden een Rohilla-vazalstaat rond de stad Rampur, maar de Rohilla's bleken lastiger onder de duim te houden dan gedacht. Een bloedige campagne volgde om de over het platteland verspreide strijders te elimineren. Later werd de gouverneur-generaal van Brits-Indië, Warren Hastings, in eigen land aangeklaagd wegens "de vernietiging van een natie" (de term genocide is een latere, 20e-eeuwse, uitvinding). Er was nog een Tweede Rohilla-oorlog (in 1794) nodig om het Britse gezag blijvend te vestigen.
De nawabs van Rampur kozen de zijde van de Britten tijdens de Indiase opstand van 1857. Daardoor bleef Rampur de vernietiging die elders plaatsvond bespaard. Andere Rohillastammen hadden echter de zijde van de opstandelingen gekozen en hen viel dezelfde slachting ten deel als de Britten in Delhi, Kanpur of Lucknow aanrichtten. Enkele dichters en kunstenaars van het Mogolhof van Delhi zochten hun toevlucht in Rampur.
Hoewel gedurende de 19e eeuw een gestage stroom migranten uit de Pathaanse gebieden in Afghanistan naar Rohilkhand bestond, raakten de Rohilla's geleidelijk aangepast aan de Hindoestaanse cultuur. Vooral in de steden verwisselden velen hun moedertaal, het Pasjtoe, voor het Urdu. Desondanks bleven de Rohilla's een gesloten gemeenschap vormen. Huwelijken buiten de eigen groep, zelfs met andere islamitische groepen als de Shaikhs, Kambojs of islamitische Rajputs, waren ongebruikelijk.
Tijdens de deling van India in 1947 migreerde het merendeel van de Rohilla's naar Pakistan. Degenen die achterbleven werden getroffen door de afschaffing van het zamindarsysteem, want de Rohilla's waren altijd een bevoorrechte elite van grootgrondbezitters geweest. De vorstenstaat Rampur werd in 1949 opgeheven en opgenomen in de republiek India. Nog steeds zijn de meeste Rohilla's in het gebied werkzaam in de landbouw. Dankzij hun relatieve welvaart is de groep gemiddeld goed opgeleid en ze hebben een intellectuele reputatie. Traditioneel betekent dit dat veel Rohilla's alims of huffaz (islamitische geleerden) zijn. Veel Rohilla's zijn sponsors van madrassa's (islamitische scholen) of moskeeën. De jongere generatie is vanwege een relatief goede educatie vaak werkzaam in rechten of medicijnen. Gemengde huwelijken met andere islamitische groepen komen vaker voor, maar nog steeds huwt men bij voorkeur binnen de eigen groep.
De Rohilla's die in 1947 naar Pakistan migreerden zijn over het algemeen beter geïntegreerd geraakt dan de achterblijvers. Huwelijken met andere groepen binnen de mujahirgemeenschap (migranten van 1947) komen relatief vaak voor. Traditioneel waren de Rohilla's huurlingen en dienden velen in het Brits-Indische leger, en in Pakistan vervulden relatief veel Rohilla's hoge functies in het leger en de politiek. Voorbeelden zijn generaal Rahimuddin Khan (voormalig bevelhebber en gouverneur van Baluchistan), generaal Akhtar Abdur Rahman (voormalig directeur van de ISI) en Sahabzada Yaqub Khan (voormalig minister van buitenlandse zaken).